# Kaple svatého Jana Nepomuckého (Guntramovice)
Kaple svatého Jana Nepomuckého se nachází ve výšce 679 m n. m., jihovýchodně od vesnice Guntramovice (části obce Budišov nad Budišovkou) v okrese Opava na Moravě v Moravskoslezském kraji. Kaple se nachází severovýchodně od kopce Červená hora v Nízkém Jeseníku.

## Další informace
Kaple má obdélníkový půdorys a věžičku a je situovaná u Cesty česko-německého porozumění, Památníku Česko-německého porozumění a Pomníku obětem bitvy u Guntramovic.
Od roku 2002 je zde sloužena Evropská polní mše k uctění památky padlých na všech evropských bojištích v minulých stoletích. Na podnět Waltera Kotrby z Erlangenu a podle projektu Ing. arch. Jana Kováře se kaple začala stavět v březnu 2011. Dne 25. června 2011 byla kaple vysvěcena.
U vstupu na vnější stěně kaple je umístěna pamětní deska „Na paměť dvou statečných žen, poslů míru a porozumění“, kterými byly novinářka a spisovatelka Milena Jesenská (zemřela za druhé světové války v koncentračním táboře Ravensbrück), a učitelka a básnířka Maria Kotrba-Nickl (v roce 1946 byla vystěhována do Německa).
Nedaleko, přibližně jiho-jihovýchodním směrem se nachází Zlatá lípa (památný strom opředený pověstmi).
Nedaleko, jiho-jihozápadním směrem se nachází skalní sopečný útvar Lávový suk Červená hora.

## Galerie

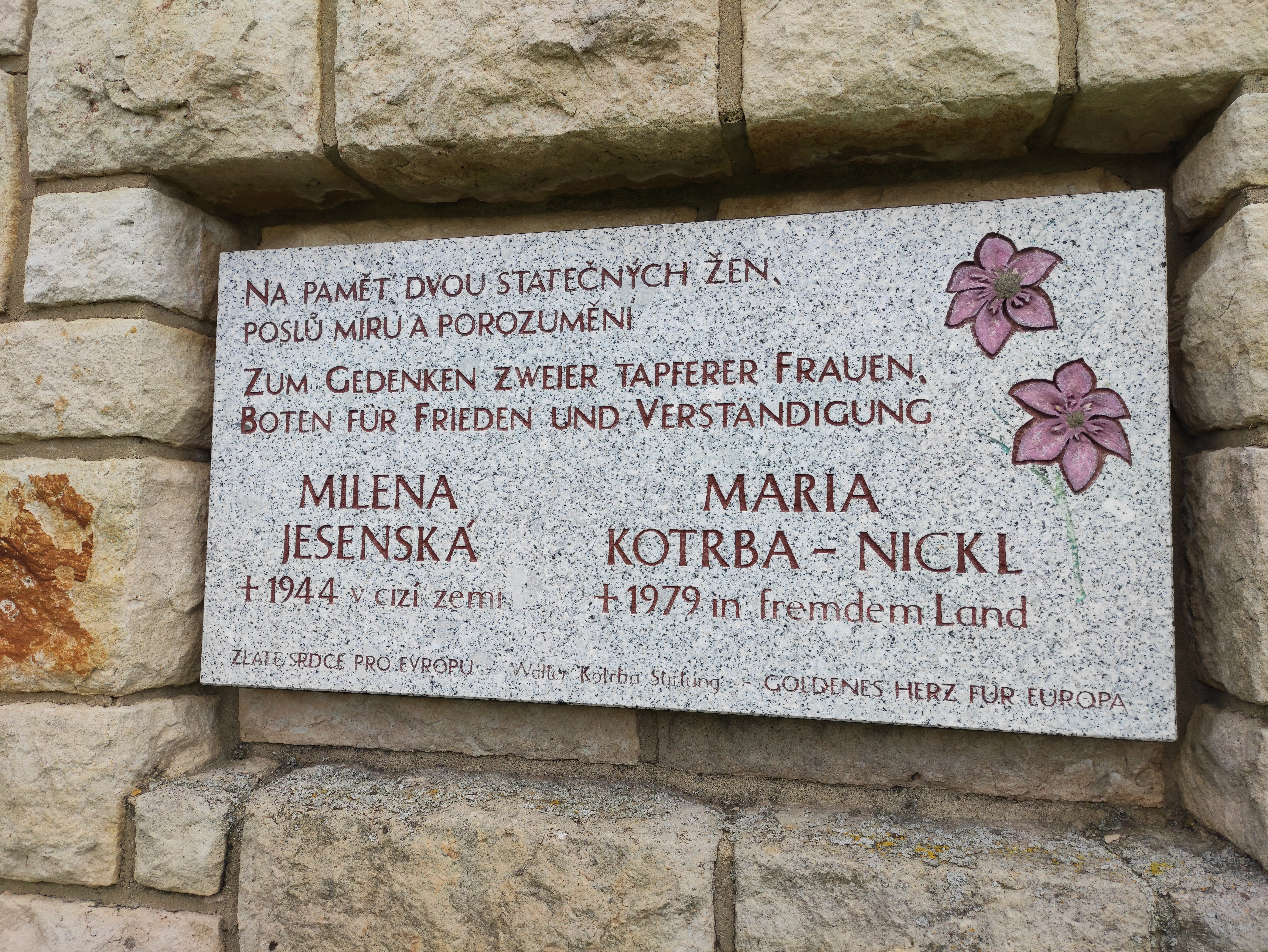
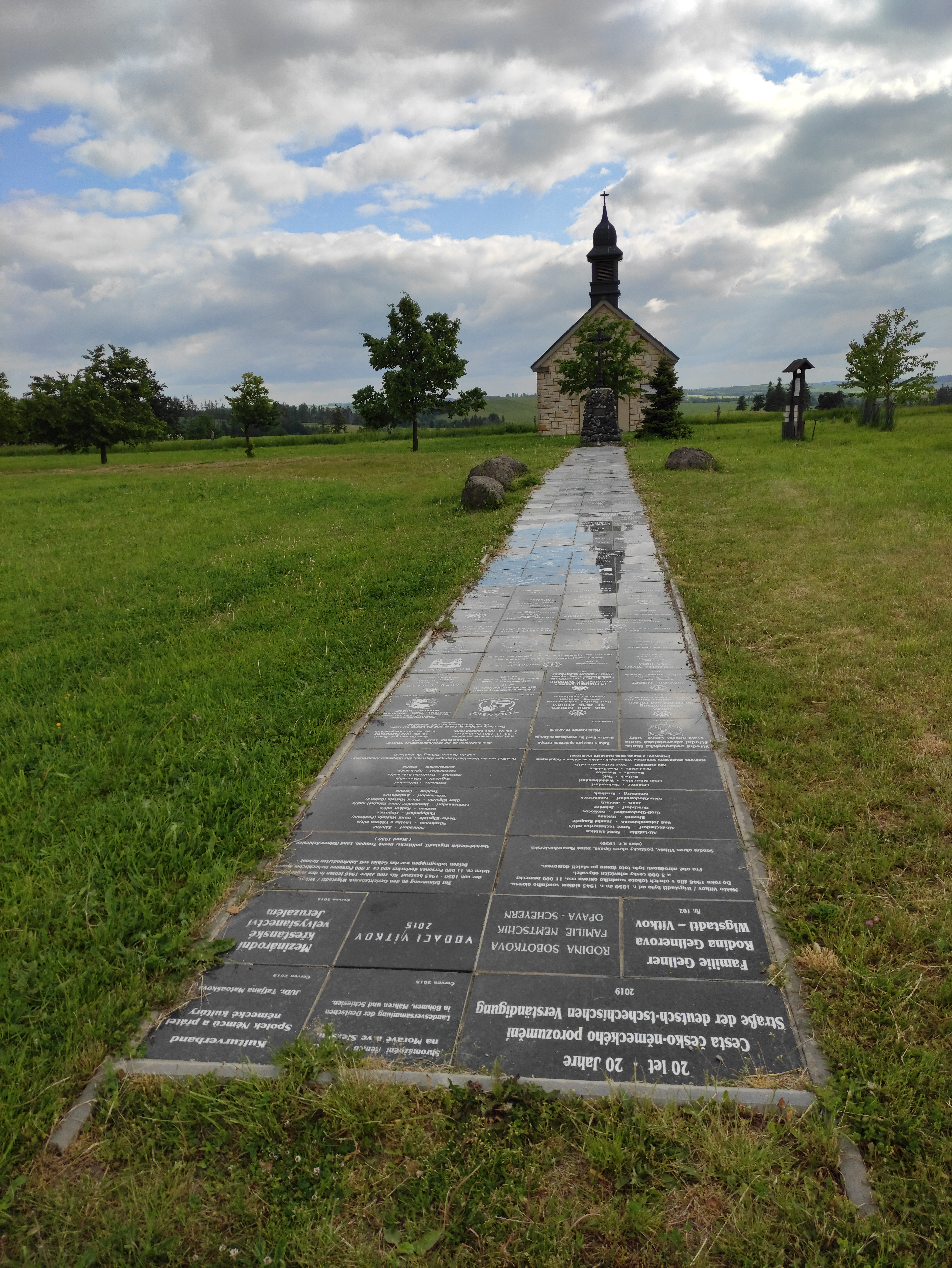